# Cleo Fields

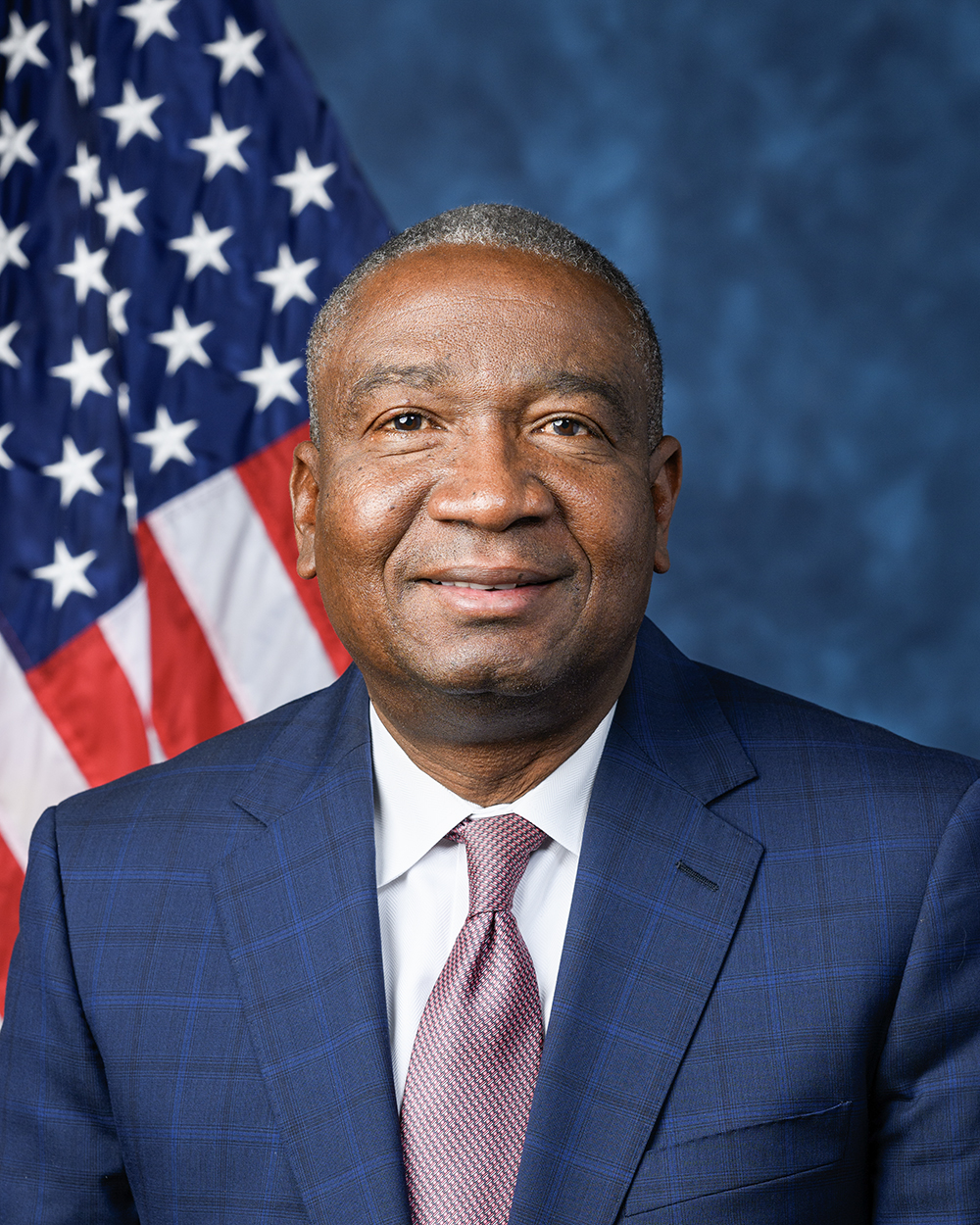
Cleo Fields (2025)

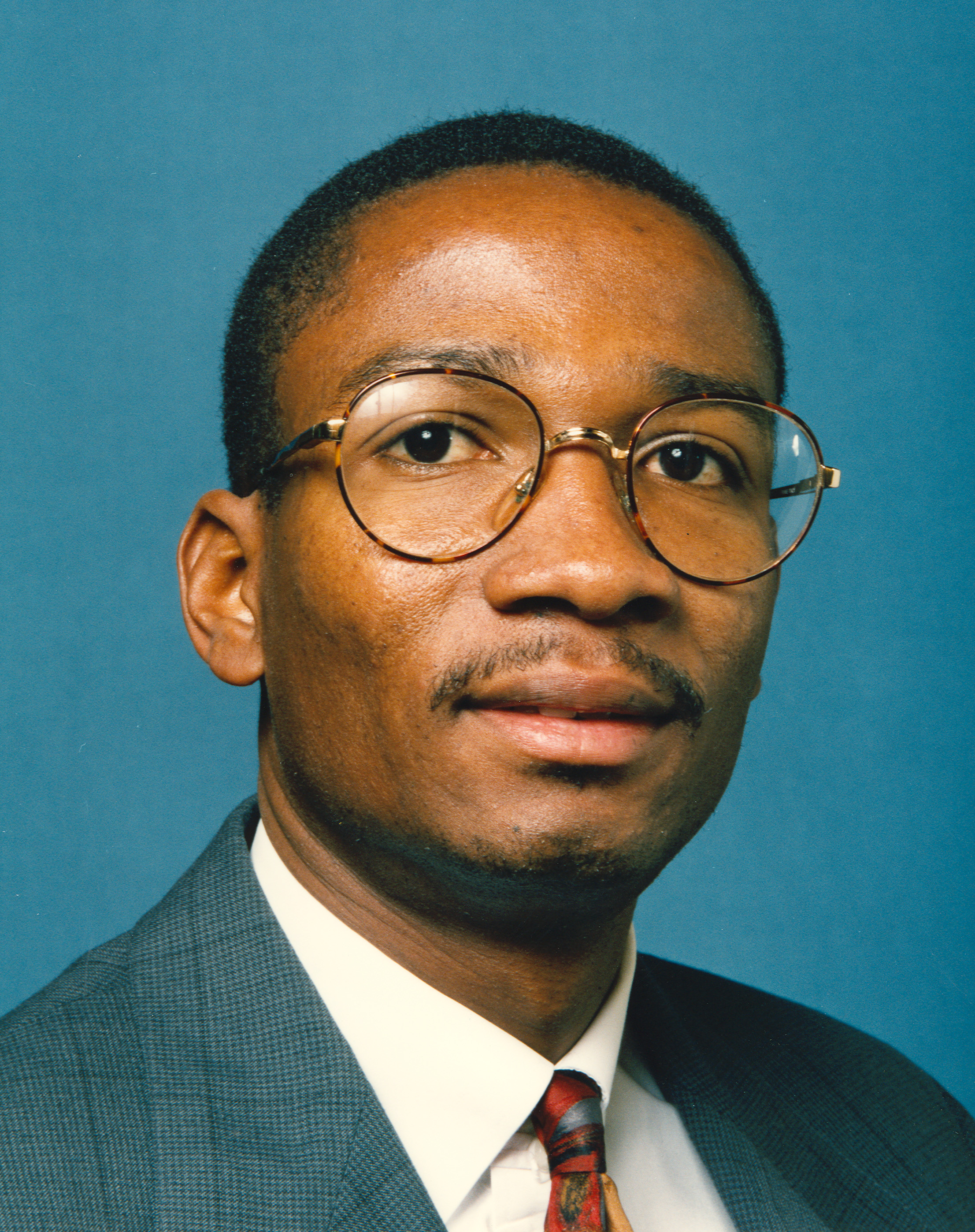
Cleo Fields (1990er-Jahre)

Cleo Fields (* 22. November 1962 in Baton Rouge, Louisiana) ist ein US-amerikanischer Politiker. Zwischen 1993 und 1997 vertrat er den Bundesstaat Louisiana im US-Repräsentantenhaus. 2024 wurde er erneut in den Kongress der Vereinigten Staaten gewählt.

## Werdegang
Cleo Fields besuchte die Schulen seiner Heimat und studierte bis 1984 an der Southern University. Nach einem anschließenden Jurastudium an derselben Universität begann er als Rechtsanwalt zu praktizieren. Fields gründete die Bewegung Young Adults for Positive Action. Politisch wurde er Mitglied der Demokratischen Partei. Zwischen 1986 und 1992 saß er im Senat von Louisiana. Im Jahr 1990 kandidierte er erfolglos für den Kongress. Bei den Kongresswahlen des Jahres 1992 wurde Fields im vierten Wahlbezirk von Louisiana in das US-Repräsentantenhaus in Washington, D.C. gewählt, wo er am 3. Januar 1993 die Nachfolge von Jim McCrery antrat, der in den fünften Distrikt wechselte. Nach einer Wiederwahl konnte er bis zum 3. Januar 1997 zwei Legislaturperioden im Kongress absolvieren. Im Jahr 1996 verzichtete er auf eine erneute Kandidatur.
Im Jahr 1995 bewarb er sich erfolglos um das Amt des Gouverneurs von Louisiana: Mit 36,5 Prozent der Stimmen unterlag er dem republikanischen Kandidaten Mike Foster deutlich. 1997 geriet er kurzzeitig unter Bestechungsverdacht, weil er Bargeld des inzwischen wegen Korruption verurteilten Gouverneurs Edwin Edwards angenommen haben soll. Die Sache wurde aber nicht weiter verfolgt, weil Fields zu diesem Zeitpunkt kein öffentliches Amt bekleidete und die finanzielle Transaktion mit Edwards zur Privatangelegenheit erklärt wurde. Danach gründete er seine eigene Anwaltskanzlei. Bis heute arbeitet er als Jurist.
Bei der Kongresswahl 2024 wurde er im neuzugeschnittenen 6. Kongresswahlbezirk Louisianas erneut in das US-Repräsentantenhaus gewählt. Am 3. Januar 2025 kehrte er nach 28 Jahren in den Kongress zurück.